# Leather Jackets
Leather Jackets ist das 20. Studioalbum des britischen Sängers und Komponisten Elton John. Es erschien im Oktober 1986 bei Geffen Records (US)/Rocket (UK).

## Hintergrund
Das Album wurde mit Gus Dudgeon in den Wisseloord Studios, Hilversum, den CTS Studios, London sowie The SOL, Cookham eingespielt. Die Aufnahmen fanden im Januar 1985 sowie von Januar – Februar und Mai – September 1986 statt, es wurden für das Album auch Songs aus den Sessions von Ice on Fire verwendet. Letztmals produzierte Dudgeon, John verpflichtete nach seiner Halsoperation 1987 wieder Chris Thomas. 2001 nannte John Heartache All Over the World den schlechtesten Song, den er je aufgenommen habe und bezeichnete ihn als „ziemlich substanzlos“. 2006 nannte er Jackets sein am wenigsten favorisiertes Album, was er auf seine persönlichen Probleme zur Entstehungszeit zurückführte. Er sagte: „Gus Dudgeon did his best, but you can’t work with a loony.“ („Gus tat sein Bestes, aber du kannst nicht mit einem Verrückten arbeiten.“)

## Rezeption
Das Album gilt gemeinhin als Elton Johns schwächstes Werk und brachte als erstes seit Tumbleweed Connection keine Top-40-Singles in den USA oder Großbritannien hervor. Es erreichte Platz 91 der US-amerikanischen und Platz 24 der britischen Charts. In der Schweiz erreichte es Platz 13, in Österreich Platz 22 und in Deutschland Platz 21.
Das Album erreichte in Großbritannien und Neuseeland Goldstatus.

## Titelliste
Alle Songs wurden von Elton John und Bernie Taupin geschrieben, außer wo angegeben.
| Nr. | Titel                                               | Länge |
| --- | --------------------------------------------------- | ----- |
| 1.  | Leather Jackets                                     | 4:10  |
| 2.  | Hoop of Fire                                        | 4:14  |
| 3.  | Don’t Trust That Woman (Cher, Lady Choc Ice [John]) | 4:58  |
| 4.  | Go It Alone                                         | 4:26  |
| 5.  | Gypsy Heart                                         | 4:46  |

| Nr.          | Titel                                 | Länge |
| ------------ | ------------------------------------- | ----- |
| 1.           | Slow Rivers (Duett mit Cliff Richard) | 3:13  |
| 2.           | Heartache All Over the World          | 4:01  |
| 3.           | Angeline (John, Taupin, Alan Carvell) | 3:56  |
| 4.           | Memory of Love (John, Gary Osborne)   | 4:08  |
| 5.           | Paris                                 | 4:01  |
| 6.           | I Fall Apart                          | 4:00  |
| Gesamtlänge: | Gesamtlänge:                          | 40:43 |